# Nel vortice del peccato
Nel vortice del peccato è un film muto italiano del 1916 diretto da Telemaco Ruggeri.